# 社會地位
在社會學或人類學上，社會地位（英語：social status）是指一個人於社會上，因其社會階級所得到的榮譽和聲望。社会地位区别于社会位置。一个人可以有多个社会位置，但只能有一个社会地位。社會地位可以通过兩種方式决定。一种是通过自致地位，即透過自己的成就努力爭取回來的社會地位，或者指一個人在其一生中通過行使知識、能力、技巧和／或耐力所取得的結果；二是先賦地位，即一個人是透過承襲得到其於社會分層體系中所處的位置；先賦地位亦意指在某些社會中，一個人從出生起就被賦予無法改變的社會地位。在整个人类社會中有基於性別、年齡、種族、国别和家庭背景等的先賦社會地位。例如，富裕的家族可能有著高知名度、某些成員以能幹聞名於社會、以及坐擁巨富等特徵，一個人出生於其中，在成長過程裏將會背負著很多期望。故此，他們會被賦予多種社會角色並加以訓練，在這個逐步取得家族特徵的過程中，他們將會被社會定位於這個家族之中。職業所帶來的地位則是可能個同時不屬於先賦或自致地位的例子，它是一個人可以通過得到正確的知識和技巧而獲社會定位到該工作的更高位置；建立一個人在職業中的社會身份。

## 收入與地位
「地位不一致」（Status inconsistency）是一種當一個人的社會位置狀態能同時提升和降低他的地位。舉例說，教師這個身分能給予一個人正面的社會形象（獲得尊重、優待），從而提升其地位；但同時使他所賺取的金錢較其他工作少，這又降低了他的地位。

## 先天與後天取得的地位
由与生俱来的特质（如性别）决定的社会地位，被称作先赋地位。而个人通过自身的努力获得的则是自致地位。
先赋地位是家族传袭的。君主制就是一个广为人知的例子。

## 社會流動與社會地位
社會地位也會隨社會流動而改變。社會流動，即是在一個分層系統內位置的轉變。地位是可以向上或向下流動。社會流動使一個人從他出身的地位中改變過來。在一些看重成就更甚於先賦條件的社會中，就會經常出現社會流動。
近年，美國女性工作人口不斷增長、全職大學生的數量亦穩步上揚，社會流動尤其明顯。教育水平提升和家庭中多人工作賺取收入，使很多人社會地位向上流動。但同時，很多美國人亦因而染有炫富的陋習。很多事情表面看來美好，但卻引申出新的問題。數以百萬計的美國人因這種炫耀性消費而導致信用卡欠債，甚至購買了他們所不能負擔的消費品。

## 馬克斯·韋伯的社會分層理論
德國社會學家馬克斯·韋伯發展出一套理論，指出社會分層是由以下三個要素：物質、聲望和權力。他指出社會分層正正是這三個要素交互所構成。
- 物質：如果有人能控制某種物質，他就能比其他人擁有更多力量，並且能使用該物質令他獲益。
- 聲望：擁有物質不一定能鞏固力量，有好些人就是聲望很高但物質不多，他依然滿有力量。
- 權力：權力是指一個人達成其意願的能力，而不論其他人的意願。例如政府官員擁有龐大的力量但卻不會賺大錢。

韋伯再按此導出社會是按著不同種類力量來分層的，依序對應是為：階級力量、社會地位和政治力量。
- 階級力量：如果有人能自由獲取某資源，那麼其他需要該資源的人力量便較低。那人便有議價的能力。
- 社會地位：社會地位較高的人會比社會地位較低的人有力量。
- 政治力量：政治力量能影響社會的分層系統。因為政治能立法並法律如何應用，從而向他人行使其力量。

### 身份團體
身份團體是指擁有相此生活方式和聲望的人而形成的組織。身份團體往往是因為對聲望有相近的取向而形成的。身份團體內的人會視團體外的人為次等。

## 延伸閱讀
- Michael Marmot (2004), The Status Syndrome: How Social Standing Affects Our Health and Longevity, Times Books
- Botton, Alain De (2004), Status Anxiety, Hamish Hamilton
- Social status. (2007). In Encyclopædia Britannica. Retrieved October 17, 2007, from Encyclopædia Britannica Online:
- Stark, Rodney.  10th Edition. Thomson Wadsworth. 2007. ISBN 0-495-09344-0.
- Gould, Roger (2002). The Origins of Status Hierarchy: A Formal Theory and Empirical Test. American Journal of Sociology, Vol. 107, No. 5, pp. 1143–1178.
- McPherson, Miller; Smith-Lovin, Lynn; & Cook, James M. (2001). Birds of a Feather: Homophily in Social Networks. American Journal of Sociology, 27, pp. 415–444.
- Bolender, Ronald Keith. . LLC: Bolender Initiatives. 2006  [2010-10-15]. （原始内容存档于2016-04-27）.
- Bourdieu, Pierre. Distinction: a Social Critique of the Judgment of Taste, translated by Richard Nice. Cambridge: Harvard University Press, 1984.